# Веси Бонева
Весела Бонева, по-известна като Веси Бонева или Vessy Boneva, е българска певица и продуцент.
Веси Бонева има в дискографията си песни като Touch, „Ring The Bells“, „Believe“ и „If You Want to Touch Me“. Тя е носителка на награда за „Най-добър български видеоклип“ на МAD TV Гърция, а сред местата, където е имала концерти, е и легендарният австрийски клуб „U4“, известен с гостуванията на имена като Prince, Sade и David Guetta.

## Биография
Веси Бонева е родена на 16 април 1988 г. в град Пловдив. Занимава се с музика от 5-годишна. Майка ѝ още тогава я води в „Общински детски комплекс“ в град Пловдив при учителката ѝ по пеене Теодора Чернева. Учи в музикална паралелка в училище „Кирил и Методий“ – град Пловдив с профил класическо пеене. Свири на пиано от 8-годишна.
На 10-годишна възраст получава покана да запише първия си детски албум, който се казва „Обърквация“ по музика на Валери Костов и текстове на Рада Славинска.
Участва в предаването „Като лъвовете“, а след това пътува до Лос Анджелис заедно с група българи – музиканти, изпълнители, актьори и танцьори на „Световната олимпиада по изкуствата“, където успява да спечели бронзов медал.
Веси е участвала в редица други конкурси и фестивали, а сред тях са:
- 2003 – Добрич „Сарандев“ – първа награда;
- 2003 – Варна: „Златната рибка“ – първа награда;
- 2004 – „Хит минус едно“ – годишно издание – втора награда;
- 2005 – „Сезони“ Бургас – Гран При;
- 2005 – Стара Загора „Златна лира“ – първа награда.

Първия си договор подписва със Силвия Мюзик през 2003 година, те продуцират първата ѝ авторска песен „Не ме търси“.
През 2004 г. се присъединява към група „Тирамису“. Групата свири по клубове в град Пловдив, а през 2005 година печели наградата за БГ талант на БГ радио. Трио „Sex`n`groove“ е втората група, в която участва. Изявите им са предимно по клубове в Пловдив и София.
През 2006 г. Веси е избрана за водеща на музикалното предаване „Хит минус едно“. Същата година участва на фестивала „Аполония“ през месец септември.
От декември месец 2006 г. е част от музикалната компания „Селект Мюзик Медиа“. Не след дълго представя песента „Flash in the night“, която се излъчва по радиостанциите. Тя е ремикс на известната шведска група „Secret Service“.
Веси е и едно от лицата на кампанията „Не затваряй очи“ на тийнейджърското списание „BRAVO“, наело се да комуникира с деца от цяла България за проблемите, свързани с насилието в училище и това, как може то да бъде спряно. Към втората ѝ песен „Touch“ клипът е вдъхновен от тази инициатива и заснет в София, Пловдив и Варна, където тя раздава стотици прегръдки.
Заглавието на песента е Message to Earth и в превод означава „Послание към Земята“.
От месец май 2007 г. Веси участва и в първия по рода си хаус проект в България – Planet Magic Live, с които издава двоен авторски диск. Първата реализирана песен на триото се нарича „To Fuck“ и успява да се нареди на челните места в почти всички музикални класации. Песента печели награда на МAD TV – Гърция за най-добър български видеоклип за 2007 година.
През 2008 г. заедно с Мария Илиева и Васил Петров изпълняват коледната песен „Silent night, Holy night“. Към песента е заснет клип под режисурата на Борис Радев.
От месец февруари 2009 г. изпълнителката участва в проект, създаден от диско бар Брилянтин, както и Sin City. The Big Apple club е създаден от голям екип музиканти и изпълнители. Бендът на The Big Apple е от 10 души, като изпълнителите са Веси и Венелин Иванов. Във всички работни дни на The Big Apple (от сряда до събота) над музиката се стараят младите артисти, а в четвъртък и петък участват и гости – от 80-те и 90-те. В репертоара бендът залага на хитове от 60-те до 80-те години.
Същата година младата изпълнителка записва песента „Ring the bells“, която се изкачва доста високо в българските класации. Песента е включена в българския топ 5 на най-въртяните песни за 2009 година.
Пее пред 50 000 души на концерта „LOOP LIVE 2009“ на площад Батенберг. В шоуто участват световноизвестните изпълнители от Destiny's Child, Kelly Rowland, Ина, Том Боксер, Guru Josh Project, Eddy Wata.
През 2009 година изпълнителката подписва продуцентски договор с компанията „Lasteri Music“, която продуцира песента „Ring the bells“. През 2010 година прекратява договора си с компанията и решава да продължи сама продуцирането и менажирането си.
През 2009 година новоизгрялата поп певицата се появява на корицата на ноемврийския брой на FHM България.
През август 2011 година е поканена да участва на турнето на комедийното предаване „Комиците“ и взима участие в предаванията и последвалите партита, заедно с Графа и група АКАГА.
През същата година заедно с музикалния ѝ продуцент Светлин Къслев основават „SEEVES MUSIC“, като продуцират първото самостоятелно IP, което съдържа 8 песни и няколко ремикса. През 2011 година „SEEVES MUSIC“ продуцира 3 видеоклипа на 3 нови песни: „If you want to touch me“ през месец април, „New day“ месец септември, както и „Work of art“ – януари 2012.
През 2013 година певицата заминава за Баку за първото си клубно участие там. Тя демонстрира вокалните си възможности пред британския R&B изпълнител Крейг Дейвид и хип-хоп и поп звезди. Веси Бонева е озвучавала различни анимации – „Ледена епоха“, „Малката русалка“, но за първи път получава главна роля. Освен за актьорския дублаж, тя отговаря и за изпълнението на четири от песните.
През 2014 година Веси Бонева и Goodslav издават съвместния си проект „Обсебен си“. Официалната премиера на песента е на 15 май в Dancing Stars по Нова телевизия. Месец по-късно изпълнителката участва в първото издание Фестивала на цветовете в София, заедно с колегите си Дивна, Михаела Филева, DJ Rusko, Fly Project, DJ SASH! и Fireter.
Заедно с Тодор Гаджалов, Liter Jack и Стелиан Димитров – Faked Stars записват песен за борбата с дрогата, а участието на всеки от тях е с лична кауза. Изпълнителите записват песента „Линията на живота“, а скоро след това представят и видеоклип.
2015 година започва за Веси Бонева с концерта на Дисни в зала 1 на НДК на 16 март, заедно с Орлин Павлов, Милица Гладнишка и други. Месец по-късно певицата прави и официална премиера на „Разпалвам микрофоните“ в столичен клуб.
През май се състои и премиерата на „Рибарят и неговата душа“ – първото по рода си музикално-сценично произведение по едноименната приказка на Оскар Уайлд. Поп-операта „Рибарят и неговата душа“ e грандиозен спектакъл, в който участие взимат над 100 артисти от различни сфери на изкуството, а Веси Бонева е в ролята на Русалката.
Със старта на летния сезон Веси Бонева и Светлин Къслев открихват топ заведенията на френската Ривиера Le Quai и L'opera, където изнасят представления през целия сезон.
През юни Веси Бонева и Светлин Къслев представят съвместната си песен с Deep Zone, която носи заглавието „Летен кадър“. Свежото парче се харесва от почитателите и бързо заема високи позиции в класациите, заедно с други български и световни хитове. Малко по-късно изпълнителите представят и английската версия на парчето „Get Together“. От ToCo International остават впечатлени от проекта и проявяват интерес да го представят на световната сцена. Така радващият се на много ротации в най-популярните музикални медии в България „Летен кадър“ се излъчва в Северна Америка, Южна Америка, Европа, Азия и Австралия.
През август Веси Бонева отново се потопява в света на приказките като принцеса, но този път е и рок звезда. За първи път на кино история за една от най-любимите героини по света – Barbie. В този веселяшки филм Barbie влиза в ролята на принцеса Кортни, една модерна принцеса, чийто свят е изцяло променен, когато заема мястото на Ерика, известна рок звезда. В приказните герои от анимацията се превъплъщават още Йоана Драгнева, Ненчо Балабанов и Рейчъл Роу.
На 27 септември Веси Бонева и Мария Илиева са специални гости на български фестивал, който се провежда за трета поредна година в Лос Анджелис. Целта на фестивала е да обедини българите, които са избрали да живеят в Америка и да ги потопи в атмосферата на хубава музика, новите изкуства и традиционната българска кухня.
На 5 ноември от 19:00 часа в Зала 3 на НДК Васил Петров и Биг Бенд Брас Асоциация, ръководени от Ангел Заберски представят концерт в чест на 100 години от рождението на музикалната легенда Франк Синатра. Вечерта е и премиерата на романтичната пиеса „Something Stupid“ в дует на Веси Бонева и Васил Петров в нов аранжимент под съпровода на Биг Бенд Брас Асоциация.
През декември на промоция в центъра на София, Веси Бонева и Стан Колев представят официално съвместния си проект „You Take My Breath Away“, който ги отвежда до едно от райските кътчета на Земята – феномена „Белоградчишки скали“, където е заснет видеоклипът. Кандидатът за 7-ото чудо на света вдъхновява с красивите си гледки Веси Бонева и Стан Колев, които си поставят за цел чрез проекта светът да разбере колко красива е България и по този начин да популяризират едни от най-красивите ѝ кътчета. Голямата изненада по време на вечерта беше присъствието на Стан Колев, който се включи от студиото си в Маями, за да поздрави всички гости и направи първия по рода си Live Streaming Set.
През януари 2016 година Веси Бонева участва в спектакъл-разказ за българската история, представен с музика и танци. На 9 януари в столичния театър „Сълза и смях“ прозвучават песни, любими на поколения българи: „Къде си вярна ти любов народна“, „Хубава си моя горо“, Облаче ле бяло“ и много други в нов аранжимент. Месецът продължава с една страхотна новина за певицата, а именно номинацията ѝ за наградите „Икар“ 2016 в раздел „Съвременна българска музика" за сингъла „Разпалвам микрофоните“, който е първият фючъринг между изпълнител и денс формация. Певицата получава покана и е специален гост на Swiss Awards 2016 в Цюрих, Швейцария.

## Социални ангажименти
Веси е едно от лицата на кампанията „Не затваряй очи“ на тийнейджърското списание „BRAVO“, наело се да комуникира с деца от цяла България за проблемите, свързани с насилието в училище.
Раздава стотици „Безплатни прегръдки“, подкрепя еко-проекта на WWF за природен парк „Сините камъни“.
На 2 февруари 2010 година Веси взима участие в благотворителния концерт „Надежда за децата на Хаити“, който има за цел да набере средства за жертвите на опустошителното земетресение, организиран от Уницеф и bTV.

## Дискография
- „Обърквация“ (1998)

- „Planet Magic“ (2007)

- „Vessy Boneva EP“ (2012)

- „Work of art“ (2013)

- „Родината“ (2017)

## Награди
- 2007: „Най-добър български видеоклип“ – „To Fuck“ МAD TV Гърция
- 2005: „БГ талант“ – БГ Радио

## Озвучаване
- „Малката русалка“ – Ариел (вокал), 2006
- „Ледена епоха 4: Континентален дрейф“ – Прасковка, 2012
- „Замръзналото кралство“ – Ана, 2013[1][2][3]
- „Евър Афтър Хай“ – Серийз Хууд, 2014
- „Треска по Замръзналото кралство“ – Ана, 2015
- „Красавицата и Звяра“ – Бел, 2017[4][5]
- „Замръзналото кралство: Коледа с Олаф“ – Ана, 2017
- „Чаровният принц“ – Ленор, 2018[6]
- „Замръзналото кралство 2“ – Ана, 2019
- „Енканто“ – Мирабел Мадригал, 2021[7][8][9][10][11]